# Загорное (Запорожская область)
Загорное (укр. Загірне) — село,
Мирненский сельский совет,
Гуляйпольский район,
Запорожская область,
Украина.
Код КОАТУУ — 2321884203. Население по переписи 2001 года составляло 14 человек.

## Географическое положение
Село Загорное находится в балке Жеребцы, на расстоянии в 3 км от села Мирное.

## История
- В 1970-е — 1980-е годы село входило в Комсомольский сельский совет Гуляйпольского района[2].
- В настоящее время (2016 г.) заброшено, дома разрушены, жителей нет.
- С января 2023 года контролируется Вооружённвми Силами Российской Федерации.